# Bernhard A. Macek
Bernhard A. Macek (* 1975 in Wien) ist ein österreichischer Historiker und Autor.

## Leben
Bernhard A. Macek studierte an der Universität Wien Geschichte und Deutsche Philologie und absolvierte im Anschluss daran das Doktoratsstudium Geschichte. Seit 2001 ist er in der Wiener Hofburg in den Kaiserappartements, im Sisi Museum und in der Silberkammer tätig. Daneben leitet Macek das Fachreferat für Wiener Stadtgeschichte beim Österreichischen Archäologie Bund (ÖAB).
Darüber hinaus arbeitet er an Publikationen zu historischen Themen. Dabei stehen die Habsburger, der Wiener Hof mitsamt seinem aufwändigen Zeremoniell und die Wiener Hofburg im Vordergrund.
Maceks Vortragstätigkeit führte ihn etwa an die Universität Wien, die Philosophisch-Theologische Hochschule Benedikt XVI. Heiligenkreuz, in die Stadt Heusenstamm (D) anlässlich der Feierlichkeiten „250 Jahre Kaiserbesuch“, zum Alt Wiener Bund (Terra Humana), ans Italienische Kulturinstitut in Wien, in die Österreichische Nationalbank, die Wirtschaftskammer Österreich (für austriaguides), nach Madonna di Campiglio (I) zum Festival „Mistero dei Monte – Vostre Altezze“ etc.
Gelegentlich ist Macek im Rahmen von Interviews beim Rundfunk zu hören bzw. zu sehen, wie etwa auf Ö1 in Apropos Musik: „Joseph Haydn in den Appartements der Großfürstin“ mit Johannes Leopold Mayer, im WDR in ZeitZeichen „3. 4. 1764 – Joseph II. wird zum König gekrönt“ mit Christiane Kopka, auf ORF III: eine Führungssequenz in „Aus dem Rahmen. Sisi Museum“ mit Karl Hohenlohe. 2018 arbeitet er an einem Kurzfilm von Andrea Gabriel über die Schauspielerin Alma Seidler mit.

## Schriften (Auswahl)
- Feldmarschall-Leutnant Franz von Holbein-Holbeinsberg. „Directiven“ der Spanischen Hofreitschule. Reitkunst, Militär und Gesellschaft des 19. Jahrhunderts, (= Historica Austria 7), Wien 2008, ISBN 978-3-901515-11-8.
- Die Krönung Josephs II. zum Römischen König in Frankfurt am Main. Logistisches Meisterwerk, zeremonielle Glanzleistung und Kulturgüter für die Ewigkeit. Frankfurt am Main u. a. 2010, ISBN 978-3-631-60849-4, doi:10.3726/978-3-653-04406-5.
- Haydn, Mozart und die Großfürstin. Eine Studie zur Uraufführung der „Russischen Quartette“ op. 33 in den Kaiserappartements der Wiener Hofburg. Wien 2012, ISBN 3-901568-72-7.
- Der Krönungszyklus aus der Meytens-Werkstatt. In: Time in the Age of Enlightenment/Le Temps des Lumières/Zeit in der Aufklärung. 13. Internationaler Kongress zur Erforschung des 18. Jahrhunderts (= Jahrbuch der Österreichischen Gesellschaft zur Erforschung des 18. Jahrhunderts, Band 27), hrsg. v. Wolfgang Schmale, Bochum 2012, ISBN 978-3-89911-189-7.
- Kaiser Karl I. Der letzte Kaiser Österreichs. Ein biografischer Bilderbogen. (= Die Reihe Archivbilder), Erfurt 2012, ISBN 978-3-95400-076-0.
- mit Renate Holzschuh-Hofer: Die Wiener Hofburg. Die unbekannten Seiten der Kaiserresidenz. Sutton-Verlag, Erfurt 2014, ISBN 978-3-95400-420-1.
- mit Rossana Crisci: Francesco Giuseppe I., Testimonianze. MGS Press, Triest 2016, ISBN 978-88-97271-23-9, (nur in italienischer Sprache).
- Alma Seidler. „Österreichs Jahrhundertschauspielerin“. myMorawa, Wien 2018, ISBN 978-3-99084-115-0.